# Toni Koskela
Toni Koskela (Helsinki, 16 febbraio 1983) è un allenatore di calcio ed ex calciatore finlandese, di ruolo centrocampista, tecnico del Kalmar.

## Carriera

### Club
Koskela iniziò la carriera in patria, con le maglie di Jokerit e Hämeenlinna. Giocò poi nel KooTeePee, prima di passare al Cardiff City. Il 15 marzo 2005 debuttò nella Football League Championship, sostituendo Junichi Inamoto nella sconfitta per 1-0 contro l'Ipswich Town. Non riuscì però ad imporsi, totalizzando soltanto 3 apparizioni in squadra (inclusa una in FA Cup, contro l'Arsenal).
Giocò poi nell'Ilisiakos e successivamente nel KooTeePee. In seguito, si accordò con i norvegesi del Molde. Esordì nella nuova squadra, appena retrocessa in Adeccoligaen, il 9 aprile 2007: fu titolare nella vittoria per 3-2 sul Sogndal, segnando anche la rete che permise il successo del Molde. Contribuì alla promozione del club nella Tippeligaen. Il 30 marzo 2008 giocò così il primo incontro nella massima divisione norvegese, sostituendo Mattias Moström nel pareggio a reti inviolate contro lo Stabæk.
Tornò poi in patria, per militare nel JJK. Si ritirò nel 2009, a causa di numerosi infortuni al ginocchio.

## Palmarès

### Giocatore
- 1. divisjon: 1

Molde: 2007

### Allenatore
- Coppa di Finlandia: 1

HJK: 2020
- Campionato finlandese: 3

HJK: 2020, 2021, 2022